# Distichium capillaceum
Distichium capillaceum (Hedw.) Bruch & Schimp., 1846 è un muschio della famiglia Distichiaceae con distribuzione cosmopolita.

## Descrizione

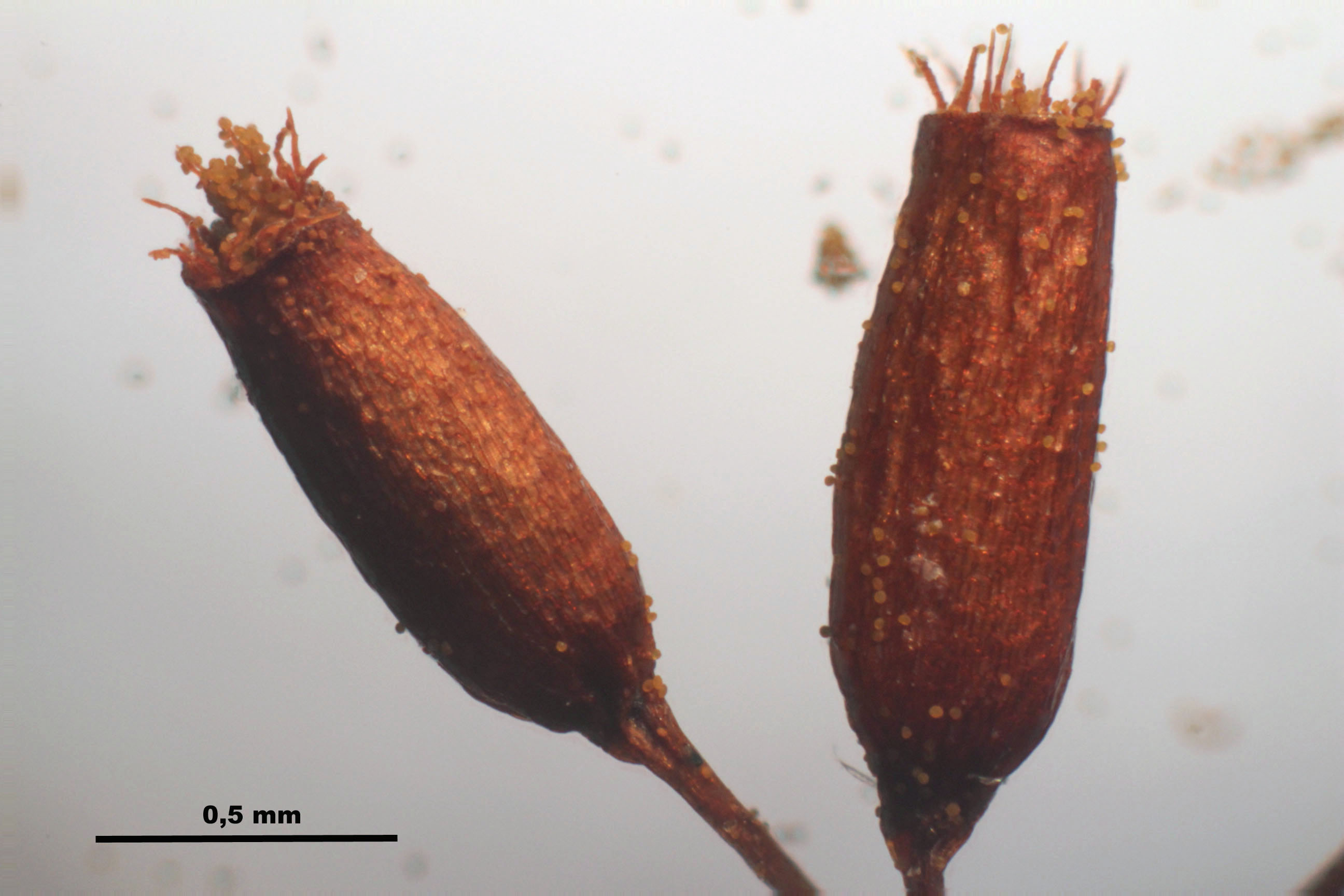
Capsule

É un muschio con fusti eretti, di colore dal verde al giallastro, e foglie, oblungo-lanceolate, erette, lunghe 3–5 mm, con margine ialino alla base.

Lo sporofito presenta una seta lunga 8–20 mm, di colore da rosso a brunastro che regge una capsula cilindrica, brunastra, lunga 1–2 mm, eretta o lievemente inclinata; il peristoma presenta denti lanceolati, irregolari. Le spore sono tondeggianti, del diametro di 16–25 µm.

Immagini al microscopio ottico
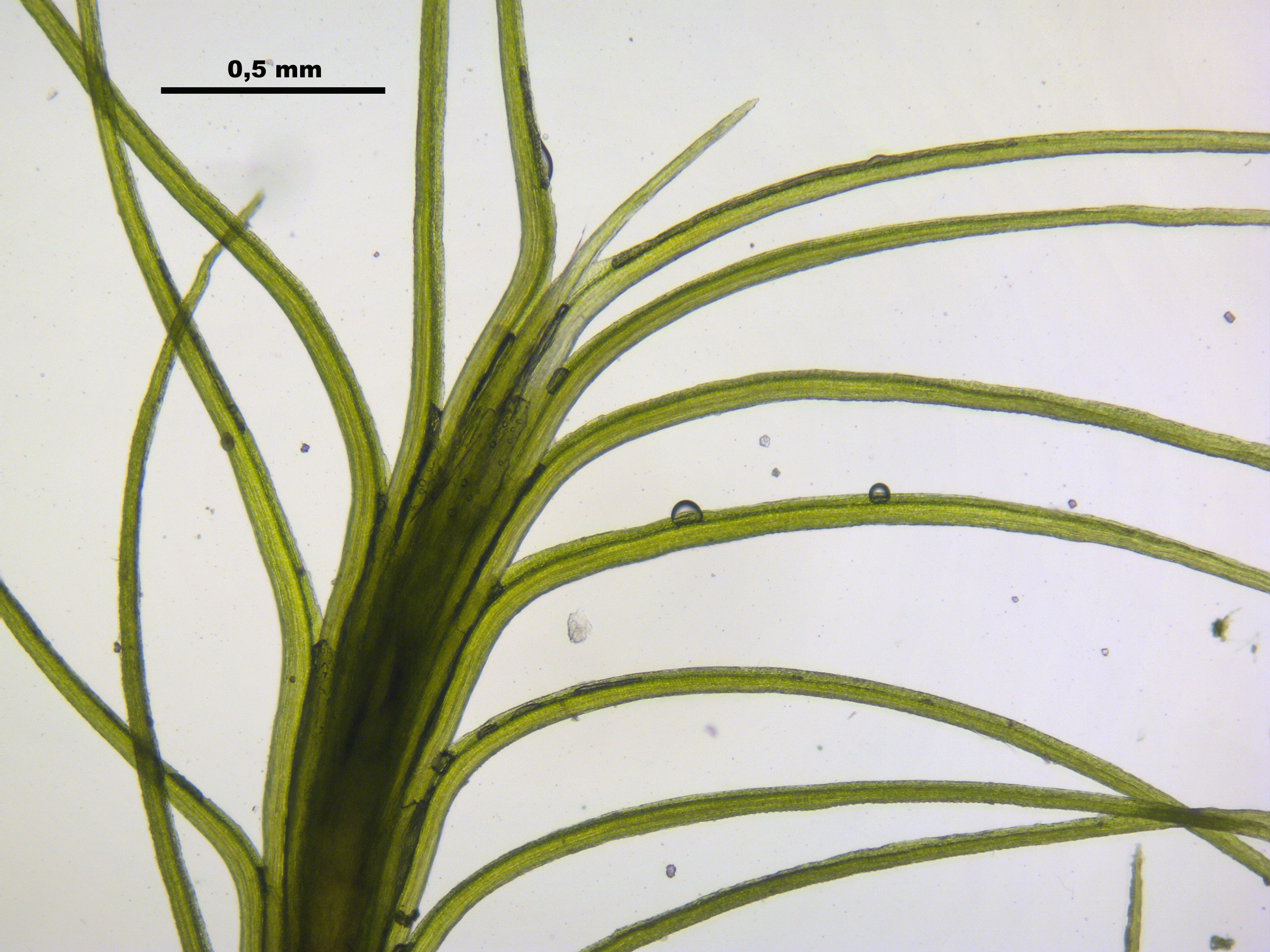
Foglie
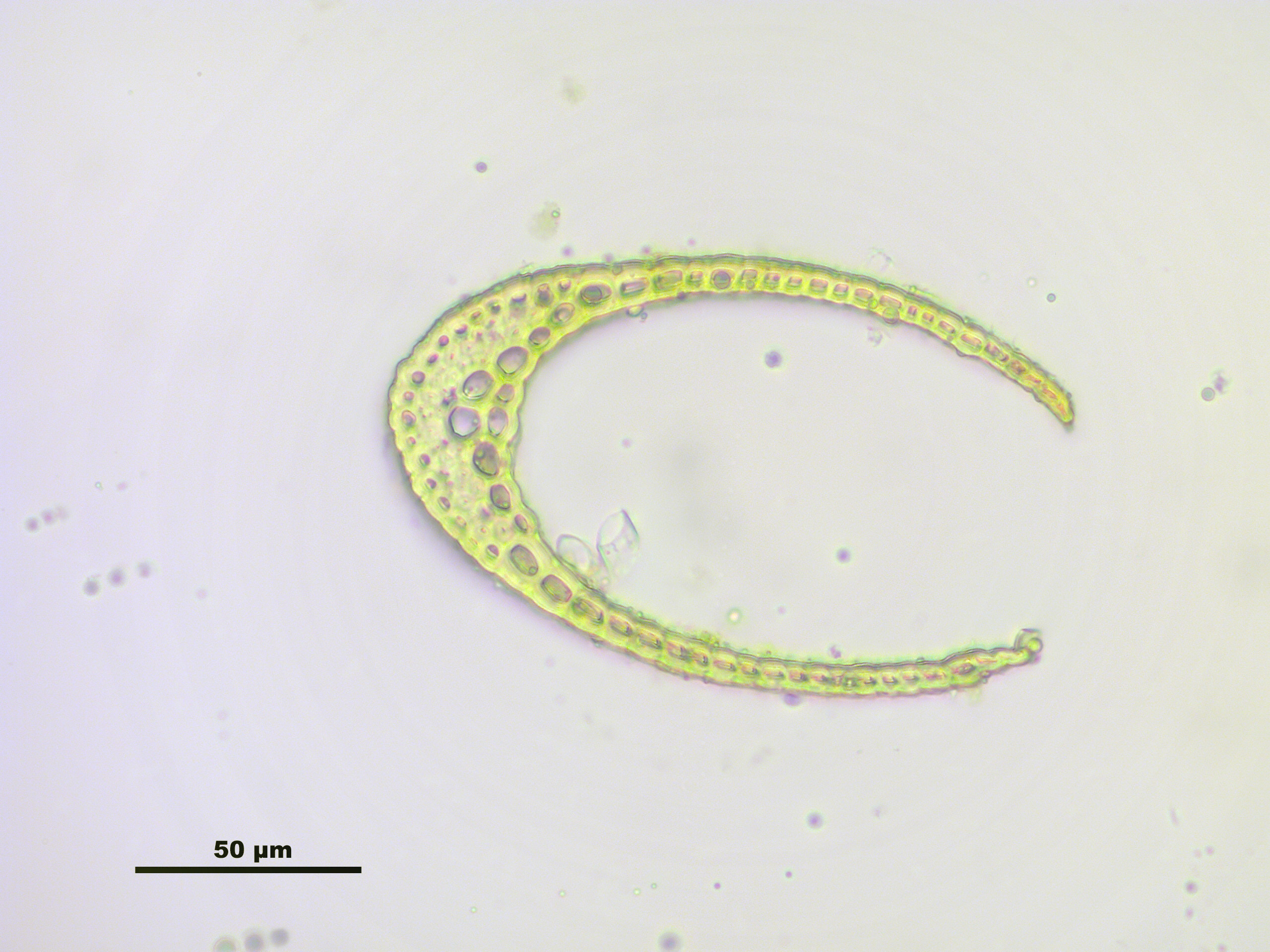
Sezione trasversale della foglia
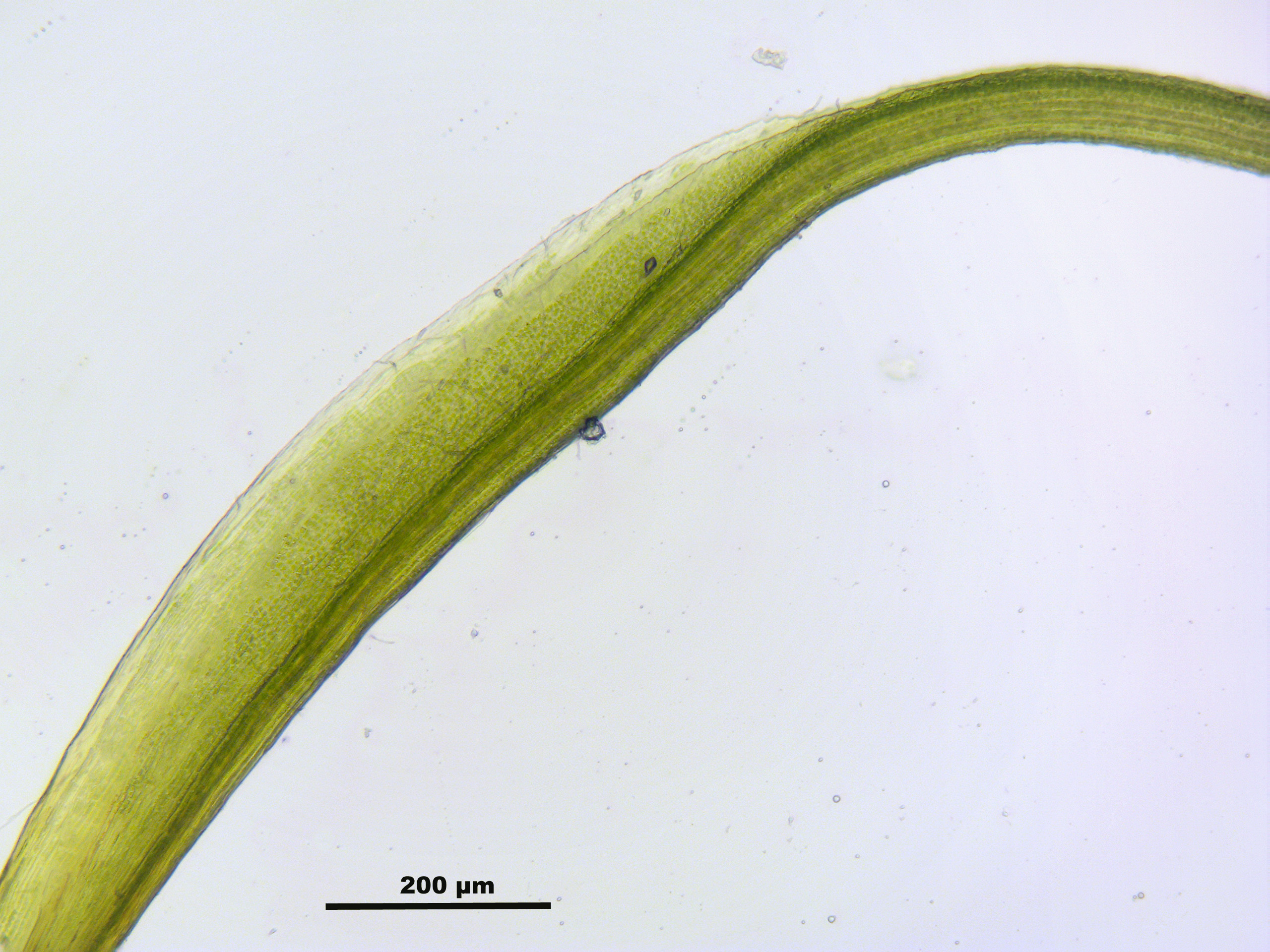
Base foliare
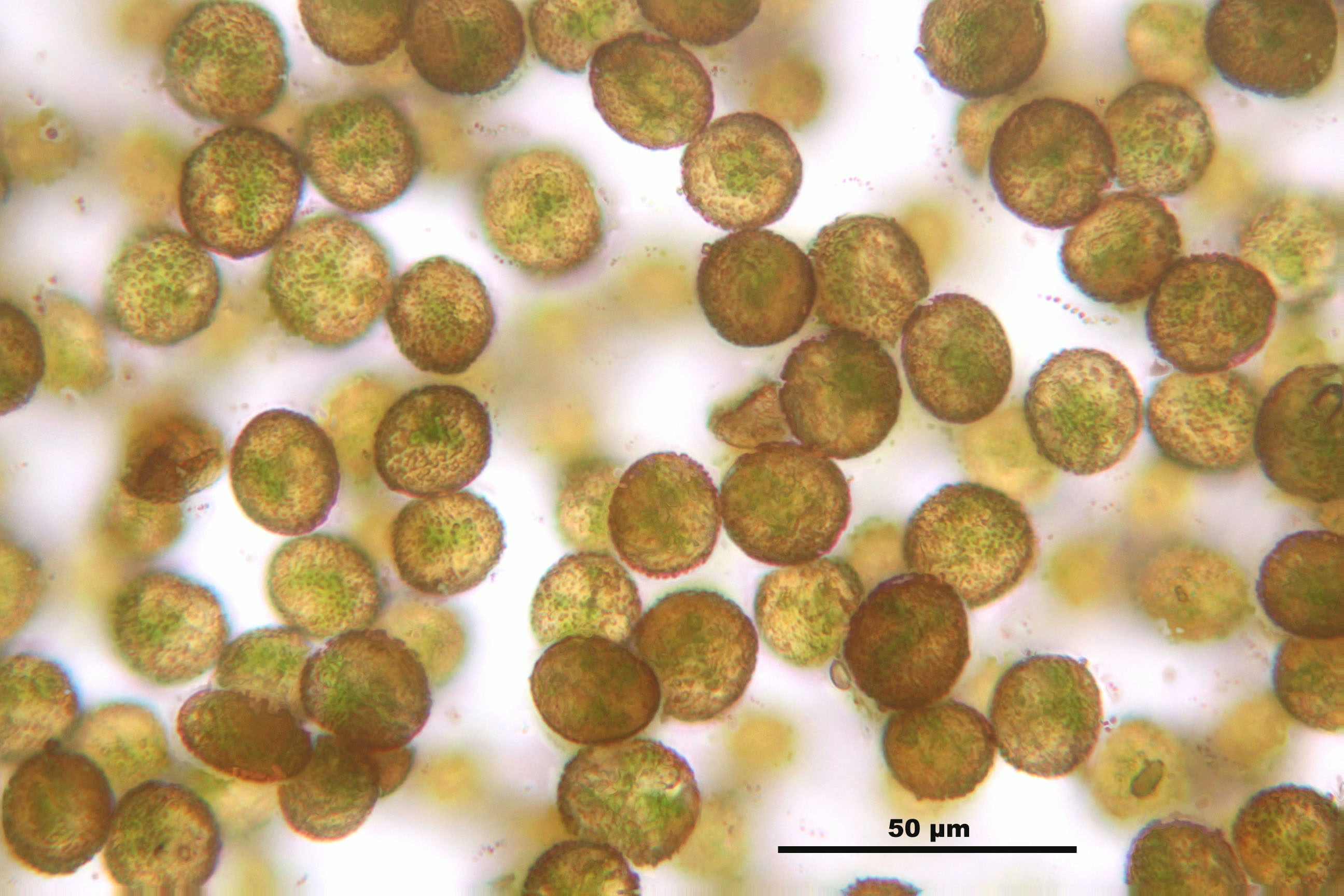
Spore

## Distribuzione e habitat
La specie è presente in tutti i continenti compresa l'Antartide.